# Arquímedes Cruz
Eddie Arquímedes Martínez Cruz, conocido como Arquímedes Cruz (San Sebastián, Departamento de San Vicente, 17 de diciembre de 1964 - Asesinado en La Libertad, El Salvador, 1989), fue un músico, poeta y escritor salvadoreño.
Fue miembro del Círculo literario Xibalbá, y miembro fundador del Taller Literario Tagualashte. Su obra aparece en la Antología colectiva Piedras en el Huracán. En la actualidad, existe un premio de poesía en El Salvador que lleva su nombre. Además el centro de lectura del municipio que lo vio nacer lleva su nombre, así como el centro de computación del instituto nacional del mismo municipio.
Junto con Roque Dalton y Claudia Maria Jovel, se le integra dentro de los llamados “poetas mártires” de El Salvador, entre los que se encuentran también, entre otros Amílcar Colocho, Delfina Góchez Fernández, Alfonso Hernández, Lil Milagro Ramírez, Leila Patricia Quintana, Jaime Suárez Quemain y Mauricio Vallejo.

## Biografía
Fue su padre José Martínez y su madre Rubidia Cruz. Realizó estudios de Sociología en la Universidad de El Salvador.

### Militancia política
La militancia política de Arquímides Cruz se inicia en las Fuerzas Armadas de Liberación (FAL) brazo armado del Partido Comunista Salvadoreño, para después formar parte de la Resistencia Nacional (RN), ambas organizaciones del FMLN.

### Etapa de su vida como escritor

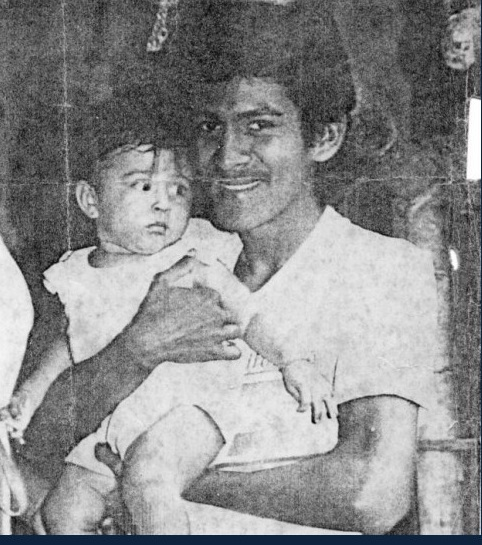
Arquímides Cruz. Fue miembro del Círculo literario Xibalbá, y fundador del Taller Literario Tagualashte, fue asesinado por sus mismos compañeros de armas a mediados de 1989.

En su trayectoria literaria formó parte del Taller Literario Xibalbá, asimismo fundó el Taller Literario Tagualashte en su pueblo natal, San Sebastían. Siendo muy joven, Arquímedes se integró en el grupo de poetas y escritores surgidos durante el conflicto armado en El Salvador, grupo que constituyó el más destacado de la historia literaria del país, y el más afectado durante la guerra civil de El Salvador (1979-1982) por las acciones populares libradas por los sindicatos y organizaciones de izquierda. Los miembros de este grupo “se fueron dando a conocer al ganar justas literarias, publicaciones en periódicos, presentaciones en las plazas, pero sobre todo por ser autores comprometidos”.
Muchos de los miembros que conformaron el Taller Literario Xibalba se implicaron en el conflicto y fueron hechos prisioneros y asesinados por la redacción de sus publicaciones que estuvieron muy influenciadas por las urgencias de la política, del compromiso y de la denuncia. En todos ellos destaca la influencia del poeta salvadoreño Roque Dalton, también asesinado por su grupo guerrillero, como le sucedió a Cruz.
De él ha dicho el escritor y periodista Luis Antonio Chávez:

“En la plaquete de Arquímides Cruz se entrelazan el asombro, la ternura, la solidaridad expresadas en verso, sus líneas llenan el ambiente de un aura poética cuya semblanza atrapa al lector con sólo abrir la primera de las páginas, hablo del verso iconoclasta, chingón, solidario, con sabor a tapisca, canto con el que se espera pacientemente la cosecha abundante para alimentar a todo un pueblo de paz y equidad”.

### Asesinado por sus compañeros de armas
Murió a la edad de 25 años. Al igual que la también poeta y música, y compañera de guerrilla Claudia Maria Jovel, fueron asesinados por sus mismos compañeros de armas a mediados de 1989, en el Frente Gerardo Barrios de la zona de La Libertad, acusados de traición en un proceso sin ningún tipo de garantía. Durante muchos años sus compañeros de Xibalbá indagaron por sus restos y exigieron aclarar su asesinato en una campaña que se publicó durante cinco años en la portada del Suplemento Cultural Tres mil del diario Co Latino. Hasta hoy no se tiene un informe oficial del destino de sus restos. Los gobiernos del FMLN no hicieron nada por averiguar dónde estaban sus restos y recuperarlos.

## Obra poética de Arquímedes Cruz

### Obras individuales
- 1988 - Este tiempo… infierno propicio de vida que se mueve con peste amorosa. Mención de honor en el certamen Alfonso Quijada Urías de ese año.
- 1996 - Su estrella elegida, antología poética de Arquímedes Cruz, selección y prólogo de Luis Alvarenga. Amada Libertad, San Salvador, ISBN 978-9990027761.
- 2011 - Amando en tiempo de guerra, La Chifurnia, San Salvador.
- 2014 - Izaremos la bandera de la lluvia, La Chifurnia, San Salvador.

### Antologías colectivas
- 1993 - Piedras en el huracán: poesía joven salvadoreña década de los 80: nueva época. Javier Alas, selección, prólogo y notas), Concultura, Dirección General de Publicaciones e Impresos, Ministerio de Educación, San Salvador.[6]
- 2009 - Yaxché, antología mínima del Taller Literario Xibalbá, Cabuda Cartonera, México.